# Braam Verreth
Braam Verreth (1987) is een Vlaams acteur. Hij is vooral bekend voor zijn rol als "Simon" in Familie, de televisiesoap van tv-zender VTM.
Eerder vertolkte hij van 2009 tot 2011 de rol van Franky Bomans in Thuis. Franky Bomans, de zoon van Frank Bomans en Simonne Backx, werd van 2003 tot 2009 gespeeld door Josip Koninckx. In 2009 werd Franky een volwaardig hoofdpersonage. Aangezien Koninckx minderjarig was, kreeg Verreth de rol. Na deze rol twee jaar te hebben gespeeld, besloot Verreth zich volledig te concentreren op het theater. Vanaf 29 augustus 2011 nam Jef Hoogmartens de rol van Franky over.
Als theateracteur speelde Verreth verschillende jaren de monoloog Ik ben geen racist (2010) van Leuvense theatergezelschap fABULEUS, naar de gelijknamige jeugdroman van Per Nilsson.